# Nick Drake

Nick Drake, 1971

Nick Drake, właśc. Nicholas Rodney Drake (ur. 19 czerwca 1948 w Rangunie w Birmie, zm. 25 listopada 1974 w Tanworth-in-Arden) – brytyjski wokalista, gitarzysta i autor piosenek.

## Życiorys
Urodził się w Birmie, ale niedługo po jego urodzinach rodzina wróciła do Anglii i osiadła w Tanworth-in-Arden, małym mieście w hrabstwie Warwickshire. Drake uczęszczał do Marlborough College w Wiltshire (zgodnie z rodzinną tradycją), a kontynuował edukację w Fitzwilliam College na Uniwersytecie Cambridge, gdzie studiował literaturę angielską. Nauczył się grać na pianinie (pozostając pod wpływem również uzdolnionej muzycznie matki), na klarnecie i saksofonie, później na gitarze.
W czasach studenckich występował w klubach i kawiarniach. Podczas jednego z takich występów został odkryty przez Ashleya Hutchingsa, basistę folkrockowej grupy Fairport Convention. Ten przedstawił go pozostałym członkom zespołu, wokaliście Johnowi Martynowi i producentowi Joe Boydowi. Drake szybko podpisał kontrakt na trzy albumy z wytwórnią Island Records i w wieku dwudziestu lat wydał swój pierwszy album Five Leaves Left (1969), a rok później Bryter Layter. Oba zostały wyprodukowane przez Boyda i gościnnie udzielali się na nich członkowie Fairport Convention.
Rzadko koncertował, a jego występy były bardzo krótkie. Cierpiał na chorobliwą nieśmiałość, do tego stopnia, że w studio nagrywał odwrócony do ściany, by uniknąć spojrzeń innych. Permanentnie pogrążony w depresji i wątpiący w swój talent, ostatnią płytę Pink Moon (1972), uznawaną za najlepszą, nagrał w dwóch dwugodzinnych sesjach (obie zaczęły się o północy) jedynie w obecności dźwiękowca. Po jej nagraniu postanowił, że porzuci zawód muzyka i zostanie programistą, ewentualnie będzie pisał dla innych. Te plany jednak nigdy się nie spełniły. Artysta coraz bardziej pogrążał się w depresji i pozostawał w kontakcie już tylko z najbliższymi przyjaciółmi jak John Martyn, który na swoim albumie Solid Air umieścił piosenkę opowiadającą o Drake'u.
W 1974 roku Drake powrócił na chwilę do życia i zajął się pisaniem materiału na nową płytę, ale w nocy z 24 na 25 listopada umarł z powodu przedawkowania antydepresyjnego leku Tryptizol. Do dziś nie wiadomo, czy było to samobójstwo, czy wypadek. Ówczesne leki przeciwdepresyjne było łatwo przedawkować – już niewielka dawka ponad zalecaną mogła spowodować śmierć. 
Drake, nie doczekawszy sławy za życia, zyskał ją po śmierci. Stał się inspiracją dla wielu współczesnych artystów, takich jak muzycy R.E.M., Robert Smith, Brian Molko, Devendra Banhart, Beth Gibbons, Norah Jones, Declan Galbraith czy Mikael Åkerfeldt.

## Gitarzysta
Drake charakteryzował się specyficznym stylem gry na gitarze akustycznej. Grał palcami, używał głównie niewielkich gitar akustycznych. Był samoukiem. Stosował nietypowe strojenie, z którym nieustannie eksperymentował. 

## Dyskografia (płyty wydane za życia)
- Five Leaves Left (1969)
- Bryter Layter (1970)
- Pink Moon (1972)